# کوت
کوت (به عربی: ٱلْکُوت)، که پیش از این کوت‌الاماره هم نامیده می‌شد، شهری در شرق عراق است که در کرانهٔ چپ رود دجله، حدود ۱۶۰ کیلومتر (۹۹ مایل) جنوب شرق بغداد واقع شده است و مرکز استان واسط به‌شمار می‌رود. بر پایهٔ برآوردها تا تا تاریخ ۲۰۱۸، جمعیت آن حدود ۳۸۹٬۴۰۰ نفر بوده است. اکثر ساکنان آن شیعه هستند.
این شهر، مرکز استانی بوده که در گذشته «استان کوت» نام داشت اما از دههٔ ۱۹۶۰ به بعد به استان واسط تغییر نام یافت.
بافت قدیمی شهر کوت در یک پیچ تند به‌شکل "U" در مسیر رودخانه قرار گرفته است که روبه‌روی محل انشعاب شط الغراف از دجله واقع شده است. این پیچ رودخانه‌ای به‌گونه‌ای است که شهر را تقریباً به جزیره‌ای تبدیل کرده و تنها یک نوار باریک با خشکی پیوند دارد. کوت برای سده‌ها مرکز منطقه‌ای دادوستد قالی بوده است. نواحی اطراف کوت، منطقه‌ای حاصل‌خیز برای کشت غلات به‌شمار می‌رود. تأسیسات پژوهشی هسته‌ای بغداد که پس از حملهٔ ۲۰۰۳ به عراق غارت شد، در نزدیکی کوت قرار دارد.

## تاریخچه

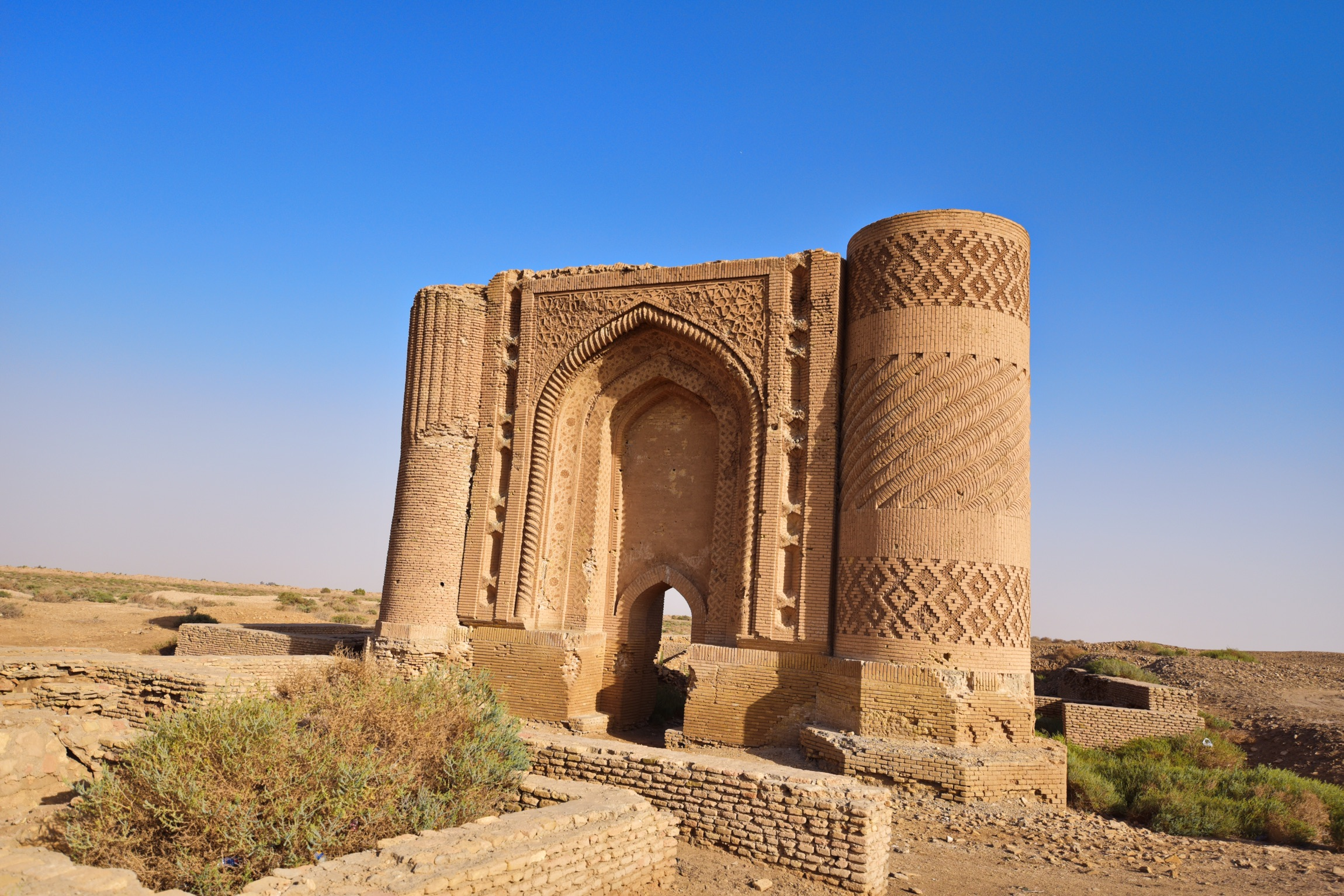
شهر باستانی کوت

شهر قرون وسطایی ماذَرَایا در محل کنونی شهر کوت قرار داشته است. این شهر در نقطه‌ای قرار داشت که نهروان به دجله می‌پیوست. ماذرایا به‌عنوان زادگاه مزدک، رهبر مذهبی ایرانی در دوران شاهنشاهی ساسانی شناخته می‌شود. اما تا اوایل دهه ۱۲۰۰ میلادی، یاقوت حموی نوشت که ماذرایا ویران شده است. از چهره‌های منسوب به ماذرایا، حسین بن احمد بن رستم (یا حسین بن احمد بن علی) است، کنیه‌اش ابواحمد (و گاهی ابوعلی) بوده و به «ابن زینور ماذرائی کاتب» شناخته می‌شد. او از نویسندگان دولت طولونی بود.

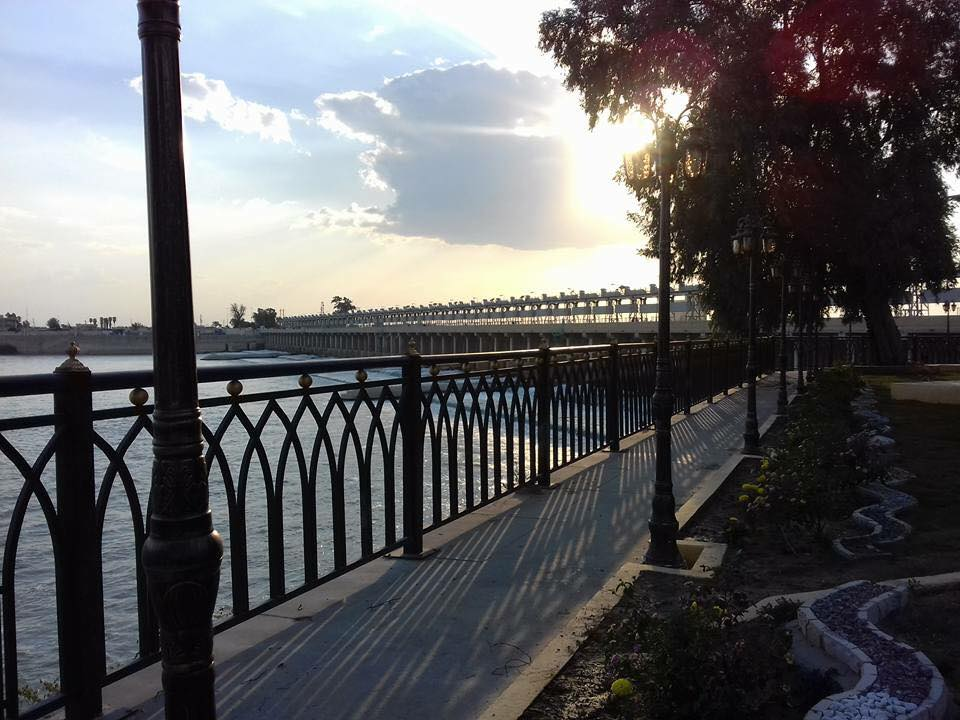
کُرنیش کوت، ۲۰۱۶

رشد اقتصادی کوت امروزی عمدتاً مدیون ورود کشتی بخار به رودخانهٔ دجله در سده نوزدهم میلادی است.

### جنگ جهانی اول

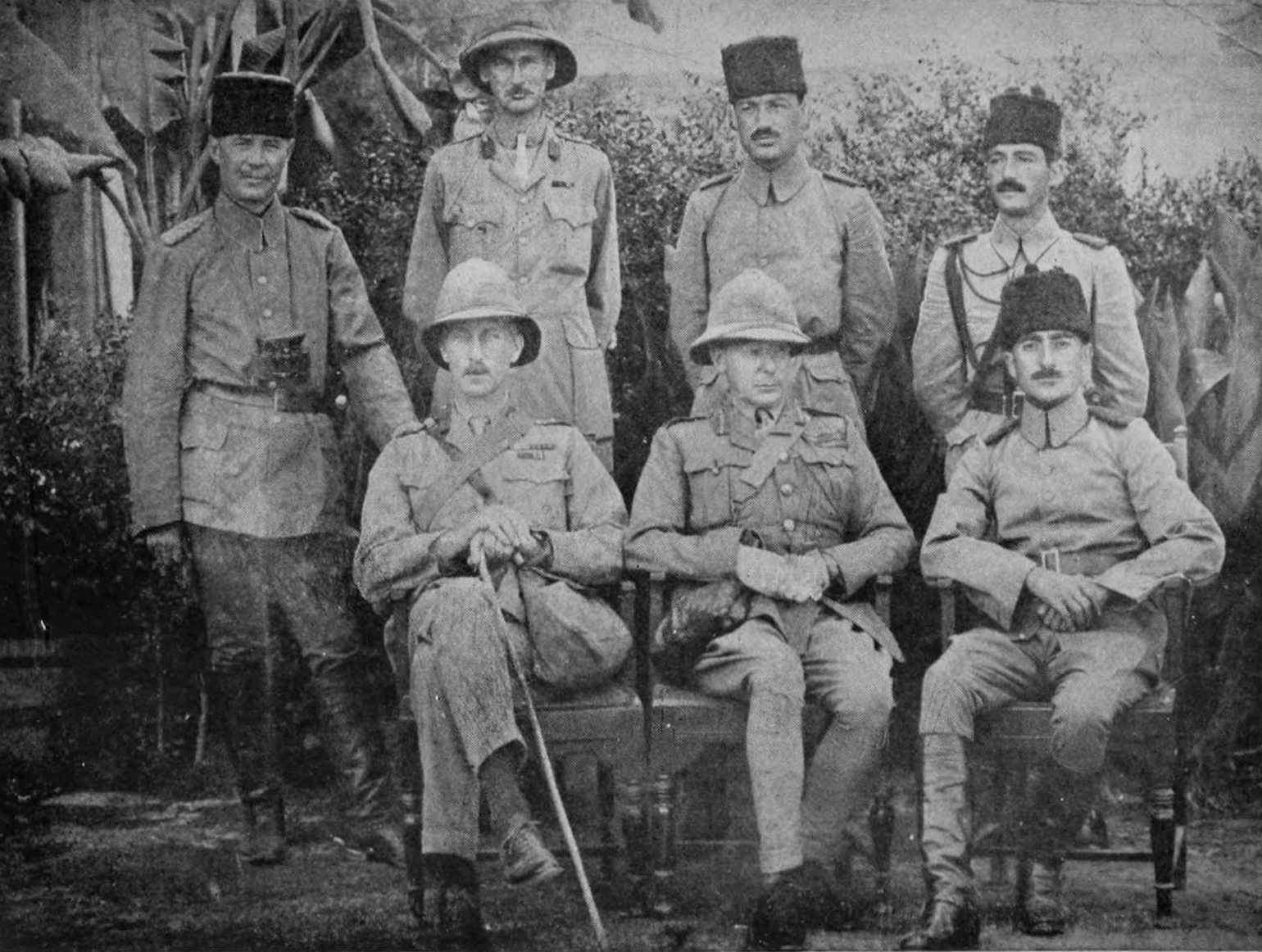
چارلز وره فررس تاونشند، خلیل پاشا و دیگر افسران ناشناس پس از تسلیم پادگان کوت در سال ۱۹۱۶

کوت در جریان جنگ جهانی اول صحنهٔ نبردی خونین بود. نیروهای اعزامی بریتانیا به بین‌النهرین به رهبری ژنرال چارلز وره فررس تاونشند در سپتامبر ۱۹۱۵ از بصره به‌سمت شمال حرکت کردند؛ عملیاتی که بعدها به‌عنوان جبهه بین‌النهرین در جنگ جهانی اول شناخته شد. آن‌ها در ۲۶ سپتامبر به کوت رسیدند و پس از سه روز نبرد، نیروهای امپراتوری عثمانی را از شهر بیرون راندند.
پس از توقفی نزدیک به ۹ ماه، تاونشند مسیر خود را به‌سمت تیسفون ادامه داد. پس از نبرد تیسفون (۱۹۱۵), نیروهای بریتانیایی عقب‌نشینی کرده و دوباره به کوت بازگشتند. در ۷ دسامبر ۱۹۱۵، نیروهای ترک‌های آناتولی به فرماندهی سرهنگ نورالدین پاشا به کوت رسیدند و محاصره نظامی ۱۴۷ روزه‌ای را آغاز کردند. سواره‌نظام بریتانیا به فرماندهی کلنل جرارد لیچمن موفق به فرار شد، اما تاونشند و عمدهٔ نیروهایش در محاصره باقی ماندند. تلاش‌های متعدد برای شکستن محاصره شکست خورد. در این میان حدود ۲۳٬۰۰۰ سرباز بریتانیایی و هندی در تلاش برای بازپس‌گیری کوت کشته شدند؛ آماری که احتمالاً یکی از سنگین‌ترین تلفات بریتانیا خارج از جبهه اروپا در آن جنگ بود.
در روزهای پایانی محاصره، توماس ادوارد لورنس و آبری هربرت از اطلاعات بریتانیا بی‌نتیجه تلاش کردند خلیل پاشا را برای آزادی نیروها تطمیع کنند. تاونشند سرانجام با حدود ۸٬۰۰۰ سرباز بازمانده در ۲۹ آوریل ۱۹۱۶ تسلیم شد. افسران اسیر به اردوگاه‌هایی جداگانه فرستاده شدند و بسیاری از سربازان عادی به کار اجباری گمارده شدند و بیش از نیمی از آن‌ها جان باختند. بریتانیایی‌ها در دسامبر ۱۹۱۶ با نیرویی بزرگ‌تر و مجهزتر به فرماندهی ژنرال سر فردریک استنلی مود حمله‌ای دوباره آغاز کردند و با وجود تلفات سنگین، در ۲۳ فوریه ۱۹۱۷ کوت را بازپس گرفتند.
کوت در جریان جنگ جهانی اول آسیب‌های سنگینی دید و پس از آن تقریباً به‌طور کامل بازسازی شد.

### تاریخ معاصر
سیل‌بند کوت در دههٔ ۱۹۳۰ برای تأمین آب کشاورزی مناطق اطراف ساخته شد. این سد دارای جاده و یک آب‌بر برای عبور کشتی‌ها در مسیر رودخانه است. هدف از ساخت آن، حفظ سطح آب کافی در دجله برای تأمین آب کانال آبیاری غراف بود.
در سال ۱۹۵۲، حدود ۲۶٬۴۴۰ هکتار (۶۵٬۳۰۰ جریب فرنگی) زمین از آب کانال غراف آبیاری می‌شد. از این اراضی بازیابی‌شده، حدود ۱۴٬۰۸۰ هکتار (۳۴٬۸۰۰ جریب فرنگی) در قالب برنامه‌ای اصلاحات ارضی به کشاورزان خُرد واگذار شد. هر خانواده حدود ۱۰ هکتار (۲۵ جریب فرنگی) زمین دریافت کرد و موظف بود در زمین مزروعی خود سکونت داشته باشد. در سال ۲۰۰۵، عملیات تعمیر و نگهداری در سد کوت و سرریز اصلی غراف با هزینه‌ای بالغ بر سه میلیون دلار آمریکا انجام شد.

## پایگاه عملیات اضطراری دلتا (COB Delta)

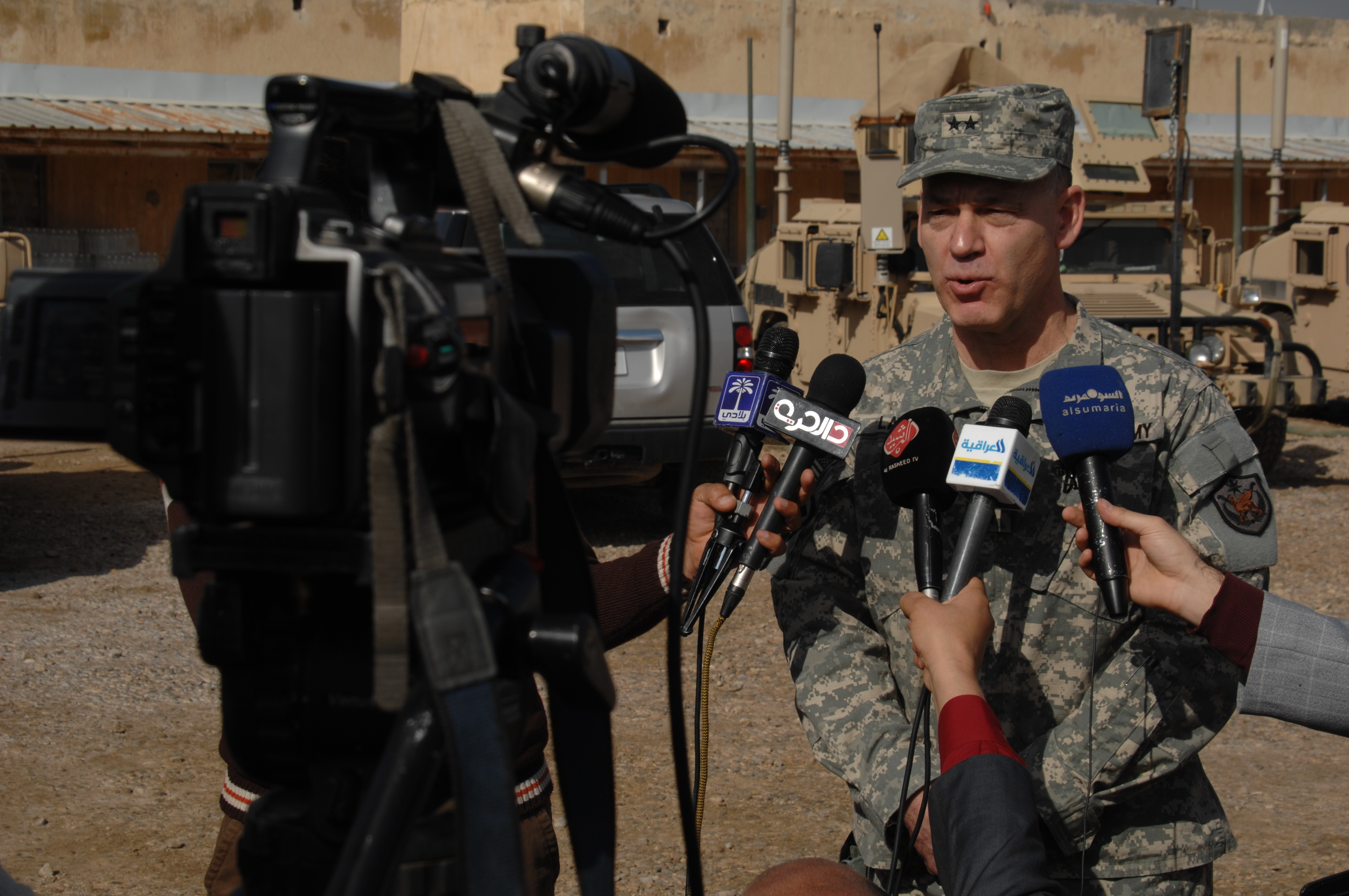
ژنرال آمریکایی لانزا در گفت‌وگو با روزنامه‌نگاران عراقی در بازدید از FOB دلتا، ۱۱ ژانویه ۲۰۱۰

در اوایل قرن ۲۱، پایگاه عملیات اضطراری دلتا (COB Delta) یک پایگاه نظامی آمریکایی بود که در کرانهٔ راست رود دجله، در جنوب غربی کوت قرار داشت. این پایگاه در مراحل اولیهٔ جنگ عراق، یک پایگاه عملیات خط مقدم (FOB) بود که در مرکز آن پایگاه هوایی عبیده بن جراح، یکی از پایگاه‌های پیشین نیروی هوایی عراق، قرار داشت. در سال ۲۰۰۵، FOB دلتا به‌عنوان پایگاهی «پایدار» تعیین شد که برخلاف بسیاری دیگر از FOBها، همچنان فعال باقی ماند.
در طول عملیات آزادی عراق، FOB دلتا میزبان نیروهای نیروی چندملیتی عراق از کشورهای لهستان، قزاقستان، السالوادور، گرجستان، لیتوانی، بریتانیا و ایالات متحده بود. پس از سال ۲۰۰۹، این پایگاه به‌طور رسمی به COB (پایگاه عملیات اضطراری) تغییر عنوان داد. COB دلتا در ۲۴ اکتبر ۲۰۱۱ بسته شد و در مراسمی رسمی در همان روز در آشیانه/ترمینال اصلی فرودگاه، رسماً به نیروی هوایی عراق تحویل داده شد. شامگاه همان روز، حدود ۲۲۰۰ نفر از پرسنل خدمات پشتیبانی آخرین پرواز خود را با بالگرد انجام دادند.